# 人機對戰
玩家對抗環境（英語：Player versus Environment）或人機對戰，電子遊戲術語，又称“玩家环境”，即玩家與電腦模擬环境中的敵人角色對抗的遊戲。与其相对应的是玩家對戰（Player versus player），即玩家对玩家。

## 目的
绝大多数网络游戏均是打怪升级的模式。因此击杀怪物首先得到的是经验值，其次是装备和游戏金币。一些网游会设立比较难以击杀的BOSS，击杀会得到更好的装备，同时也是整个团队的荣誉。第一个击杀该的称为（首殺），简称。拿到服务器、区域甚至世界是每一个团队（主要是游戏中的公会）的梦想。

## 副本
在魔兽世界等游戏提出副本这个概念后，副本便取得巨大成功。每一个队伍进入的是相互不影响的“平行空间”。虽然同样的地图，但是各自击杀各自的目标，不会造成任何冲突。像无尽的任务那样众多公会为获得奖励而日夜争抢击杀BOSS的局面不再存在。但有些人觉得同一服务器只有一个队伍可以击杀BOSS的模式更有挑战性。